# Orozco
Orozco ist ein ursprünglich wohnortsbezogener spanischer Familienname baskischer Herkunft, abgeleitet von dem gleichnamigen Ort Orozco in der baskischen Provinz Bizkaia.

## Namensträger
- Alejandra Orozco (* 1997), mexikanische Wasserspringerin
- Alejandro Orozco (* 1965), mexikanischer Springreiter
- Alfonso von Orozco (1500–1591), spanischer Ordensgeistlicher
- Andrés Orozco (* 1979), kolumbianischer Fußballspieler
- Andrés Orozco-Estrada (* 1977), kolumbianischer Dirigent
- Antonio Orozco (* 1972), spanischer Cantautor
- Armando Orozco (* 1958), kubanischer Hammerwerfer
- Arturo Orozco (Fußballspieler, I), mexikanischer Fußballspieler
- Arturo Orozco (Fußballspieler, 1952) (* 1952), mexikanischer Fußballspieler
- Carlos Orozco Romero (1896–1984), mexikanischer Künstler
- Clara Inés Orozco (* 1952), kolumbianische Botanikerin
- Danilo Orozco (1944–2013), kubanischer Musikwissenschaftler und -pädagoge
- Edgar Jesús Mejía Orozco (* 1976), kolumbianischer römisch-katholischer Geistlicher, Weihbischof in Barranquilla
- Edwin Orozco (* 1982), kolumbianischer Radrennfahrer
- Efraín Orozco Morales (1897–1975), kolumbianischer Komponist, Dirigent und Musiker
- Emiliano Orozco (* 1989), uruguayischer Fußballspieler
- Esteban Orozco (* 1998), äquatorialguineischer Fußballspieler
- Esther Orozco (* 1945), mexikanische Biologin, Forscherin und Politikerin
- Francisco Orozco y Jiménez (1864–1936), mexikanischer Geistlicher, Erzbischof von Guadalajara
- Francisco Orozco Lomelín (1917–1990), mexikanischer Geistlicher, Weihbischof in Mexiko-Stadt
- Francisco Jesús Orozco Mengíbar (* 1970), spanischer Geistlicher, Bischof von Guadix
- Franco Orozco (* 2002), argentinischer Fußballspieler
- Gabriel Orozco (* 1962), mexikanischer Konzeptkünstler
- Germán Orozco (* 1976), argentinischer Hockeyspieler
- Gregorio Orozco (1889–1974), mexikanischer Fußballspieler und Unternehmer
- Guillermo Orozco Montoya (* 1946), kolumbianischer Geistlicher, Bischof von Girardota
- Javier Orozco (* 1987), mexikanischer Fußballspieler
- Jesús Orozco (* 2002), mexikanischer Fußballspieler
- John Orozco (* 1992), US-amerikanischer Kunstturner
- Jonathan Orozco (* 1986), mexikanischer Fußballspieler
- Jorge Orozco (* 2000), bolivianischer Fußballspieler
- Jorge Martín Orozco (* 2000), mexikanischer Sportschütze
- José Clemente Orozco (1883–1949), mexikanischer Maler
- Juan Orozco (1937–2020), spanischer Gitarrenbauer, Konzertveranstalter und Musiker
- Juan Carlos Ortega Orozco (* 1967), mexikanischer Fußballspieler, siehe Juan Carlos Ortega
- Juan de Dios Orozco, nicaraguanischer Politiker, Präsident 1843
- Lisseth Orozco (* 1986), kolumbianische Judoka
- María Elena Valenciano Martínez-Orozco (* 1960), spanische Politikerin
- Mario Orozco Rivera (1930–1998), mexikanischer Maler
- Michael Orozco (* 1986), US-amerikanischer Fußballspieler
- Miguel Ángel Orozco Deza (* 1953), mexikanischer Diplomat
- Olga Orozco (1920–1999), argentinische Dichterin
- Pascual Orozco (1882–1915), mexikanischer Revolutionär und General
- Rafael Orozco Flores (1946–1996), spanischer Pianist
- Rafael Orozco Maestre (1954–1992), kolumbianischer Sänger
- Rafael Orozco Torres (1922–2015), mexikanischer Fußballspieler
- Rafael Higinio Orozco († 1970), mexikanischer Fußballspieler, - trainer und -funktionär
- Raúl Orozco (* 1979), bolivianischer Fußballschiedsrichter
- Roberto García Orozco (* 1974), mexikanischer Fußballschiedsrichter
- Rubén Orozco (1917–1995), uruguayischer Moderner Fünfkämpfer
- Sebastián de Covarrubias y Orozco (1539–1613), spanischer Geistlicher, Lexikograf und Romanist
- Teodoro Orozco (* 1963), mexikanischer Fußballspieler und -trainer
- Yadira Pascault Orozco, mexikanische Schauspielerin, Musikerin und Filmproduzentin
- Yohandry Orozco (* 1991), venezolanischer Fußballspieler